# 亞納奧赫薩山 (聖克魯斯德安達馬爾卡區)
11°04′51″S 76°31′12″W / 11.08083°S 76.52000°W
亞納奧赫薩山（Yana Uqsha），是秘魯的山峰，位於該國中南部利馬大區，由瓦拉爾省的聖克魯斯德安達馬爾卡區負責管轄，屬於安地斯山脈的一部分，海拔高度5,000米。